# Moravai repülőtér
A Moravai repülőtér (IATA: KVO, ICAO: LYKV) Szerbia egyik nemzetközi repülőtere és katonai légibázisa, amely Lađevci közelében található. Éves utasforgalma 529 fő .

## Futópályák
A repülőtér futópályái:
- 14L/32R

## Forgalom
Az utasforgalom az elmúlt években az alábbi módon változott:
| Utasok száma | 529  | 1038 | 1488 | 13 683 |
|              | 2019 | 2020 | 2021 | 2022   |

## Légitársaságok és úticélok
| Légitársaság | Célállomások                                  |
| ------------ | --------------------------------------------- |
| Air Serbia   | Bécs Szezonális: Thessaloniki (felfüggesztve) |